# Littorina scutulata
Littorina scutulata is een slakkensoort uit de familie van de Littorinidae. De wetenschappelijke naam van de soort is voor het eerst geldig gepubliceerd in 1849 door Gould.